# Eduardo Barrichello
Eduardo Alcide Barrichello (São Paulo, Brasil, 23 de septiembre de 2001) es un piloto de automovilismo brasileño. Debutó en el karting en 2013 a la edad de 11 años. En 2018, comenzó su carrera en monoplazas, compitiendo en el Campeonato  de Estados Unidos de Fórmula 4. Barrichello fue subcampeón en el Campeonato Nacional U.S. F2000 en la temporada 2020.
Actualmente corre en el Campeonato de Fórmula Regional Europea con el equipo Arden Motorsport.

## Resumen de carrera
| Temporada | Categoría                                           | Equipo                             | Carreras     | Victorias    | Poles        | VR           | Podios       | Puntos       | Pos.         |
| --------- | --------------------------------------------------- | ---------------------------------- | ------------ | ------------ | ------------ | ------------ | ------------ | ------------ | ------------ |
| 2018      | Campeonato de Estados Unidos de Fórmula 4           | DC Autosport with Cape Motorsports | 17           | 0            | 0            | 0            | 0            | 11           | 20.º         |
| 2019      | Campeonato Nacional U.S. F2000                      | Miller Vinatieri Motorsports       | 11           | 0            | 0            | 0            | 0            | 151          | 11.º         |
| 2019      | Campeonato Nacional U.S. F2000                      | DEForce Racing                     | 4            | 0            | 0            | 0            | 0            | 151          | 11.º         |
| 2019–20   | Campeonato NACAM de Fórmula 4                       | Scuderia Martiga EG                | 2            | 0            | 0            | 0            | 1            | 15           | 19.º         |
| 2020      | Campeonato Nacional U.S. F2000                      | Pabst Racing                       | 17           | 3            | 3            | 2            | 9            | 353          | 2.º          |
| 2021      | Campeonato de Fórmula Regional Europea              | JD Motorsport                      | 19           | 0            | 0            | 0            | 0            | 0            | 29.º         |
| 2021      | Stock Car Pro Series                                | Full Time Sports                   | 4            | 0            | 0            | 0            | 0            | 0            | NC†          |
| 2022      | Stock Car Pro Series                                | Full Time Sports                   | 20           | 0            | 0            | 0            | 1            | 51           | 11.º         |
| 2022      | Campeonato de Fórmula Regional Europea              | Arden Motorsport                   | 20           | 0            | 0            | 0            | 1            | 51           | 11.º         |
| 2023      | Stock Car Pro Series                                | Mobil Ale Full Time                | 21           | 1            | 0            | 0            | 1            | 140          | 21.º         |
| 2024      | Stock Car Pro Series                                | Full Time Sports                   | 24           | 2            | 0            | 2            | 4            | 868          | 3.º          |
| 2025      | Campeonato Mundial de Resistencia de la FIA - LMGT3 | Racing Spirit of Léman             | Disputándose | Disputándose | Disputándose | Disputándose | Disputándose | Disputándose | Disputándose |
| Fuente:   |                                                     |                                    |              |              |              |              |              |              |              |

## Resultados

### Campeonato de Fórmula Regional Europea
(Clave) (negrita indica pole position) (cursiva indica vuelta rápida)

| Año   | Equipo           | 1   | 1   | 2   | 2   | 3   | 3   | 4   | 4   | 5   | 5   | 6   | 6   | 7   | 7   | 8   | 8   | 9   | 9   | 10  | 10  | Pos. | Puntos |
| ----- | ---------------- | --- | --- | --- | --- | --- | --- | --- | --- | --- | --- | --- | --- | --- | --- | --- | --- | --- | --- | --- | --- | ---- | ------ |
| 2021  | JD Motorsport    | IMO | IMO | BAR | BAR | MON | MON | LEC | LEC | ZAN | ZAN | SPA | SPA | SPI | SPI | VAL | VAL | MUG | MUG | MNZ | MNZ | 29.º | 0      |
| 2021  | JD Motorsport    | 20  | 23  | DNS | 23  | NC  | 15  | 19  | 29  | 23  | 19  | 25  | 22  | 24  | 25  | 17  | 26  | 21  | 22  | 31  | 17  | 29.º | 0      |
| 2022* | Arden Motorsport | MNZ | MNZ | IMO | IMO | MON | MON | LEC | LEC | ZAN | ZAN | BUD | BUD | SPA | SPA | SPI | SPI | BAR | BAR | MUG | MUG | 11.º | 51     |
| 2022* | Arden Motorsport | 26  | 20  | 19  | 17  | 11  | 13  | 21  | 15  | 18  | 32  | Ret | 18  | 3   | 5   | 5   | 8   | 6   | 12  | 23  | 23  | 11.º | 51     |

## Vida personal
Eduardo Alcide Barrichello nació en São Paulo el 23 de septiembre de 2001. Su padre es Rubens Barrichello, expiloto de Fórmula 1 y actual piloto de Stock Car Brasil y Súper TC 2000, su madre es Silvana Giaffone Alcide, prima de los pilotos Affonso y Felipe Giaffone.